# Oberonia muriculata
Oberonia muriculata är en orkidéart som beskrevs av Rudolf Schlechter. Oberonia muriculata ingår i släktet Oberonia och familjen orkidéer. Inga underarter finns listade i Catalogue of Life.